# Renner (Dakota del Sud)
Renner è una comunità non incorporata della contea di Minnehaha, nello Stato del Dakota del Sud. A Renner è stato assegnato lo ZIP code 57055. I dati demografici di Renner non sono elencati separatamente dallo United States Census Bureau, ma sono inclusi in quelli della Mapleton Township. Il censimento del 2000 riportava una popolazione di 2.128 abitanti per tutta la Mapleton Township.
Renner si trova a nord di Sioux Falls sulla South Dakota Highway 115. Si trova nella valle del fiume Big Sioux su una linea della Chicago, Milwaukee, St. Paul and Pacific Railroad.
Dopo aver completato il primo volo in solitario non-stop attraverso l'Oceano Atlantico nel maggio 1927, Charles Lindbergh fece tappa a Renner il 27 agosto 1927. Secondo stime contemporanee, tra trenta e quarantamila persone vennero a Renner per accoglierlo.

## Storia
Renner fu fondata nel 1898 e nel 1907 fu costruito un deposito lungo la Milwaukee Railroad. La città prende il nome da Leonard Renner, un contadino locale sul cui terreno fu costruito il deposito.

### Renner Church
La Renner Lutheran Church, fondata nel 1868 come Nidaros Church dagli immigrati norvegesi, è considerata la più antica chiesa ELCA nel Dakota del Sud. La chiesa è inserita nel National Register of Historic Places come Renner Lutheran Sanctuary.